# Saxon (Fahrzeug)
Der Saxon ist ein leicht gepanzerter 4×4-Mannschaftstransporter aus britischer Produktion. Das Fahrzeug wird in diversen Varianten in einer Vielzahl von Staaten verwendet. Neben der ursprünglichen Konzeption als gepanzerter Mannschaftstransporter erfüllt er je nach Variante verschiedene Funktionen.

## Entwurf
Der Saxon sollte als günstiges, aber effizientes battle-taxi für britische Einheiten fungieren, die im Ernstfall zur Verstärkung der britischen Rheinarmee aus Großbritannien hätten verlegt werden müssen. Er wurde auf Basis eines überarbeiteten 4×4-Fahrgestells der Bedford M-Serie und anderer handelsüblicher Komponenten hergestellt. Als leichter Radpanzer ist er – vor allem auf der Straße – wesentlich schneller und zudem einfacher zu warten als Kettenfahrzeuge. Der Saxon ist lediglich gegen Kleinwaffenfeuer und Granatsplitter ausreichend geschützt. Das Fahrzeug verfügt über ein 7,62-mm-Maschinengewehr für die Luftverteidigung. Der Fahrzeugrumpf des Saxon ist aus geschweißtem Stahl mit einer V-förmigen Unterbodenplatte zur Abwehr von Minenexplosionen. Im Heck ist Platz für maximal zehn Personen. Auf dem Dach befindet sich ein Stauraum für die Ausrüstungsgegenstände.

## Einsatz und Export

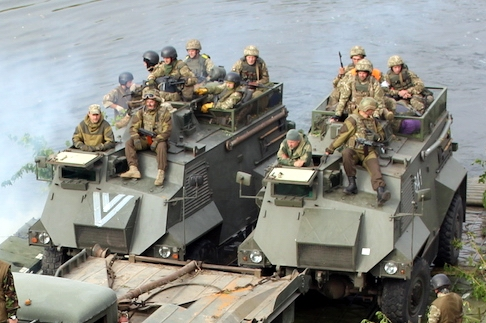
AT-105 Saxon der ukrainischen Armee (2016)

Die ersten einsatzbereiten Saxons wurden 1983 von der British Army in Deutschland eingesetzt. Mittlerweile werden Saxons nicht mehr produziert; aus dem Dienst der britischen Streitkräfte wurden sie ausgeschieden. 147 Stück wurden in den 2000er-Jahren eingelagert. Die Saxons befanden sich unter anderem in Bahrain, Brunei, Bosnien, Malaysia, Oman, Irak und Afghanistan im Einsatz.
Exportiert wurde das Fahrzeug in eine Vielzahl von Ländern, wie zum Beispiel Bahrain, der Kongo, der Irak, Jordanien, Malaysia und Mosambik. Erst im Jahr 2015 begann durch eine private Firma die Lieferung von 75 ausgemusterten Saxon in die Ukraine. Das Geschäft mit den als nicht für einen Fronteinsatz tauglich eingeschätzten Fahrzeuge war im Jahr 2013 – also noch vor dem ersten Krieg in der Ukraine – vereinbart worden. Der ehemalige Oberbefehlshaber der britischen Landstreitkräfte, Richard Dannatt, gab zudem an, die Lieferung der Fahrzeuge an die Ukraine sei „unmoralisch“ für die Ukrainer, da sie „nutzlos“ in einem Konflikt dieser Intensität seien. Von den gelieferten Fahrzeugen gingen laut dem Oryx-Blog mit Stand November 2024 14 Fahrzeuge verloren.

## Varianten
- AT105A: Verwundetentransporter
- AT105E: Mit aufgesetztem Turm mit einem oder zwei Maschinengewehren
- AT105MR: Mit einem 82-mm-Mörser
- AT105C: Kommandowagen
- ARV: Bergefahrzeug